# Hechtia guatemalensis
Espèce
Classification phylogénétique
Hechtia guatemalensis est une espèce de plantes à fleurs de la famille des Bromeliaceae.

## Taxonomie
L'épithète guatemalensis provient du pays d'où elle est native, le Guatemala

## Description
Cette espèce vivace mesure de 30 à 60 centimètres de hauteur. Comme d'autres espèces du genre Hechtia, notamment Hechtia glomerata, les rosettes tirent au rouge vif à l'exposition solaire prolongée.

## Distribution
L'espèce se rencontre au Guatemala et au Nicaragua.